# Liste des épisodes de Terminator : Les Chroniques de Sarah Connor

Cet article présente la liste des épisodes de la série télévisée américaine Terminator : Les Chroniques de Sarah Connor.

## Panorama des saisons
| Saison | Saison | Épisodes | Diffusion        | Diffusion     | Sortie DVD        | Sortie DVD      | Sortie DVD |
| Saison | Saison | Épisodes | Début de saison  | Fin de saison | Zone 1            | Zone 2          | Disques    |
| ------ | ------ | -------- | ---------------- | ------------- | ----------------- | --------------- | ---------- |
|        | 1      | 9        | 13 janvier 2008  | 3 mars 2008   | 19 août 2008      | 13 janvier 2010 | 3          |
|        | 2      | 22       | 8 septembre 2008 | 10 avril 2009 | 22 septembre 2009 | 10 février 2010 | 6          |

## Saison 1 (2008)
| № | # | Titres                                 | Réalisation          | Scénario                            | Diffusion américaine | Diffusion en français                                                   | Code de production | Audiences (millions) |
| --- | - | -------------------------------------- | -------------------- | ----------------------------------- | -------------------- | ----------------------------------------------------------------------- | ------------------ | -------------------- |
| 1 | 1 | Les Fugitifs Pilot                     | David Nutter         | Josh Friedman                       | 13 janvier 2008      | Belgique : 19 octobre 2008 sur La Deux France : 12 février 2009 sur TMC | 101                | 18,36                |
| Après un cauchemar dans lequel son fils est abattu par un Terminator juste avant l'attaque de Skynet, Sarah Connor réalise que John n'est pas à l'abri. Depuis deux ans qu'ils sont au même endroit, la jeune femme fréquente même un certain Charley Dixon, qui vient de la demander en mariage. Consciente que la sécurité de John passe avant tout, elle décide qu'il est temps pour eux de reprendre la route... avant que les Terminators ne les retrouvent ! A moins qu'il ne soit déjà trop tard...    |   |                                        |                      |                                     |                      |                                                                         |                    |                      |
| 2 | 2 | Voyage dans le temps Gnothi Seauton    | David Nutter         | Josh Friedman                       | 14 janvier 2008      | Belgique : 19 octobre 2008 sur La Deux France : 12 février 2009 sur TMC | 102                | 10,08                |
| Téléportés en 2007, Sarah, John et Cameron doivent découvrir qui est la personne qui va concevoir la machine responsable de l'apocalypse. Il leur faut avant tout se procurer de nouvelles identités pour pouvoir se glisser dans leurs nouvelles vies... |   |                                        |                      |                                     |                      |                                                                         |                    |                      |
| 3 | 3 | L'Origine du mal The Turk              | Paul Edwards         | John Wirth                          | 21 janvier 2008      | Belgique : 26 octobre 2008 sur La Deux France : 19 février 2009 sur TMC | 103                | 8,65                 |
| Pour leur premier jour d'école, John et Cameron tentent de se fondre dans la masse. Pendant ce temps, Sarah rend visite à la veuve de Miles Dyson. Son but est d'arrêter ceux qui pourraient contribuer à la construction de Skynet. Tessa l'oriente vers un certain Andy Goode... |   |                                        |                      |                                     |                      |                                                                         |                    |                      |
| 4 | 4 | Excès de zèle Heavy Metal              | Sergio Mimica Gezzan | John Enbom                          | 4 février 2008       | Belgique : 26 octobre 2008 sur La Deux France : 19 février 2009 sur TMC | 105                | 8,84                 |
| Sarah, John et Cameron s’intéressent à un mystérieux convoi de coltan, un métal clé dans la fabrication des Terminators. Cromartie se fait opérer par un chirurgien plasticien pour se créer une nouvelle identité faciale. John est séparé de sa mère alors que le camion contenant le chargement se dirige dans un bunker qui servira selon Cameron de future usine à Terminator. Ellison enquête sur le meurtre du chirurgien plasticien qui a opéré Cromartie et trouve des traces d’un sang hors normes. |   |                                        |                      |                                     |                      |                                                                         |                    |                      |
| 5 | 5 | Échec et Mat Queen's Gambit            | Matt Earl Beesley    | Natalie Chaidez                     | 11 février 2008      | Belgique : 2 novembre 2008 sur La Deux France : 26 février 2009 sur TMC | 104                | 8,34                 |
| Lorsque Andy Goode révèle à Sarah qu’il a reprogrammé son prototype et qu’il va le soumettre à une compétition d’échecs, elle s'inquiète au sujet des capacités cachées de cet ordinateur. Cameron est convoquée dans le bureau du directeur du lycée qui la savait proche de la jeune fille qui s’est suicidée. John se fait un nouvel ami et Cromartie se fait passer pour Robert Kester, un agent du FBI. L’agent Ellison quant à lui trouve une main de Terminator.                                       |   |                                        |                      |                                     |                      |                                                                         |                    |                      |
| 6 | 6 | La Boîte de Pandore Dungeons & Dragons | Jeffrey Hunt         | Ashley Edward Miller et Zack Stentz | 18 février 2008      | Belgique : 2 novembre 2008 sur La Deux France : 26 février 2009 sur TMC | 109                | 8,09                 |
| L'oncle de John, Derek Reese, est sévèrement blessé et a des flashbacks de sa vie dans le futur et de sa bataille contre les machines. Pendant ce temps, Sarah essaie de justifier son attitude passée auprès de Charlie qui découvre la vérité au sujet du jugement dernier et des Terminators. |   |                                        |                      |                                     |                      |                                                                         |                    |                      |
| 7 | 7 | La Main du démon The Demon Hand        | Charles Beeson       | Toni Graphia                        | 25 février 2008      | Belgique : 9 novembre 2008 sur La Deux France : 5 mars 2009 sur TMC     | 106                | 7,12                 |
| Sarah s’introduit dans l’appartement de l’agent Ellison pour chercher le bras manquant du T-888. Elle découvre des dossiers, des fichiers et vidéos de son séjour à l’hôpital psychiatrique de Pescadero en 1992. Ces fichiers la mènent au docteur Silberman. Pendant ce temps, Cameron s’inscrit à des cours de ballet dirigés par Maria Shipkov, sœur de Dmitri, le possesseur actuel du Turk. John tombe sur les cassettes de sa mère et découvre ce qu’elle a enduré à Pescadero.                        |   |                                        |                      |                                     |                      |                                                                         |                    |                      |
| 8 | 8 | Sabotage Vick's Chip                   | J. Miller Tobin      | Daniel T. Thomsen                   | 3 mars 2008          | Belgique : 9 novembre 2008 sur La Deux France : 5 mars 2009 sur TMC     | 108                | 7,98                 |
| John et Derek se disputent au sujet de Cameron pendant que Sarah essaie de récupérer le Turk. James Ellison découvre que quelqu'un se fait passer pour un agent du FBI. Sarah, John, Cameron et Derek essaient par la suite de désactiver le futur réseau de surveillance de Skynet. |   |                                        |                      |                                     |                      |                                                                         |                    |                      |
| 9 | 9 | Nouvelle Donne What He Beheld          | Mike Rohl            | Ian Goldberg                        | 3 mars 2008          | Belgique : 16 novembre 2008 sur La Deux France : 12 mars 2009 sur TMC   | 107                | 8,29                 |
| Sarah entre en contact avec un certain Sarkissian, qui pourrait lui vendre le logiciel Turk, mais le prix de vente demandé est hors de portée... Derek se rappelle sa jeunesse et plus particulièrement ce jour de 2011 où il jouait avec son frère Kyle. Il en fait profiter John en l'amenant sur le lieu même de ses souvenirs... L'agent Ellison se découvre un ennemi de poids au sein même du FBI... Pendant ce temps-là, Cromartie se rapproche dangereusement de John...                              |   |                                        |                      |                                     |                      |                                                                         |                    |                      |

## Saison 2 (2008-2009)
| № | #  | Titres                                                           | Réalisation                    | Scénario                            | Diffusion américaine      | Diffusion en français                                                   | Code de production | Audiences (millions) |
| --- | -- | ---------------------------------------------------------------- | ------------------------------ | ----------------------------------- | ------------------------- | ----------------------------------------------------------------------- | ------------------ | -------------------- |
| 10 | 1  | Samson et Dalila Samson and Delilah                              | David Nutter                   | Josh Friedman                       | 8 septembre 2008 sur FOX  | Belgique : 3 janvier 2010 sur La Une France : 27 novembre 2010 sur NT1  | 201                | 6,34                 |
| Secoué par l’explosion de la Jeep, le seizième anniversaire de John l’oblige à affronter seul la réalité de son destin. Pendant ce temps, l’agent Ellison doit faire face à sa foi et aux agents fédéraux à la suite du massacre de Cromartie. Un nouveau personnage arrive, Catherine Weaver, PDG d’une société de haute-technologie, Zeira Corporation. |    |                                                                  |                                |                                     |                           |                                                                         |                    |                      |
| 11 | 2  | Point stratégique Automatic for the People                       | Jeffrey Hunt                   | Natalie Chaidez                     | 15 septembre 2008 sur FOX | Belgique : 10 janvier 2010 sur La Une France : 4 décembre 2010 sur NT1  | 202                | 5,49                 |
| Sarah, Derek, et Cameron s’infiltrent dans une centrale nucléaire qui servira dans le futur à la Résistance pour contrer Skynet. Ils s’assurent que la centrale n’explose pas selon le projet d’un nouveau T-888 envoyé par Skynet. De son côté, Catherine Weaver continue son dessein. |    |                                                                  |                                |                                     |                           |                                                                         |                    |                      |
| 12 | 3  | La Souricière The Mousetrap                                      | Bryan Spicer                   | John Wirth                          | 22 septembre 2008 sur FOX | Belgique : 17 janvier 2010 sur La Une France : 4 décembre 2010 sur NT1  | 205                | 5,53                 |
| Cromartie kidnappe la femme de Charley qui, désespéré, fait appel à Sarah et Derek. Dans un premier temps, ils pensent que Cromartie a pour but d’atteindre John et partent donc seuls. En fait il s'agit de tout autre chose : la diversion de Cromartie a pour but d'atteindre John, resté à Los Angeles. Pendant ce temps, l’agent Ellison ne travaille plus temporairement pour le FBI et entame une association avec Catherine Weaver. |    |                                                                  |                                |                                     |                           |                                                                         |                    |                      |
| 13 | 4  | Usurpation d'identité Allison from Palmdale                      | Charles Beeson                 | Toni Graphia                        | 29 septembre 2008 sur FOX | Belgique : 24 janvier 2010 sur La Une France : 11 décembre 2010 sur NT1 | 204                | 5,53                 |
| John demande à Cameron d’aller faire des courses. Soudain celle-ci a un problème de processeur et perd de nouveau la mémoire. Elle est emmenée à un commissariat où elle fait la connaissance d’une jeune voleuse. Cameron commence à avoir des flashbacks de ses actions dans le futur. C’est ainsi qu’on découvre que c’est une jeune résistante nommée Allison Young qui a servi de modèle externe pour l’apparence de Cameron. De son côté l’agent Ellison quitte définitivement le FBI et se consacre à l’offre de Catherine Weaver. |    |                                                                  |                                |                                     |                           |                                                                         |                    |                      |
| 14 | 5  | Garantie d'avenir Goodbye to All That                            | Bill Eagles                    | Ashley Edward Miller et Zack Stentz | 6 octobre 2008 sur FOX    | Belgique : 31 janvier 2010 sur La Une France : 11 décembre 2010 sur NT1 | 203                | 5,61                 |
| Un nouveau T-888 arrive en ville afin de supprimer un important futur membre de la Résistance nommé Martin Bedell. Trois personnes portent ce nom à Los Angeles, et l’une d’entre elles a déjà été assassinée par le Terminator. Le groupe se sépare pour protéger les deux Martin Bedell restants. Sarah et Cameron sauvent un petit garçon tandis que John et Derek se dirigent vers un camp pour jeunes militaires dans lequel se trouve le vrai Martin Bedell. Pendant ce temps, Ellison enquête sur l’accident à la centrale nucléaire maintenant gérée par Catherine Weaver. |    |                                                                  |                                |                                     |                           |                                                                         |                    |                      |
| 15 | 6  | La Mécanique de l'esprit The Tower Is Tall But the Fall Is Short | Tawnia McKiernan               | Denise Thé                          | 20 octobre 2008 sur FOX   | Belgique : 7 février 2010 sur La Une France : 18 décembre 2010 sur NT1  | 208                | 5,34                 |
| Sarah, John et Cameron entament une thérapie familiale auprès d’un psychologue potentiellement visé par Skynet. Catherine Weaver a de son côté des problèmes pour se conduire en une vraie mère complice et aimante avec « sa » fille Savannah. Elle requiert donc l’aide du même thérapeute afin de ne pas éveiller les soupçons quant à sa véritable nature. James Ellison découvre qu’on lui cache des choses au sous-sol de ZeiraCorp et Derek retrouve un amour perdu du futur. |    |                                                                  |                                |                                     |                           |                                                                         |                    |                      |
| 16 | 7  | L'étau se resserre Brothers of Nablus                            | Milan Cheylov                  | Ian Goldberg                        | 3 novembre 2008 sur FOX   | Belgique : 14 février 2010 sur La Une France : 18 décembre 2010 sur NT1 | 206                | 5,16                 |
| La famille est victime d'un cambriolage et rien n'a été épargné : biens, vêtements, nourriture ainsi que cartes de crédit et pièces d'identité ; autant d'éléments en faveur de Cromartie toujours à la recherche de John. Ce dernier supporte de moins en moins de ne pouvoir vivre sa vie comme n'importe quel adolescent de son âge, en l'occurrence passer du temps avec Riley. James Ellison de son côté est incarcéré pour un crime qu'il n'a pas commis. |    |                                                                  |                                |                                     |                           |                                                                         |                    |                      |
| 17 | 8  | Escapade mexicaine Mr. Ferguson Is Ill Today                     | Michael Nankin                 | Daniel T. Thomsen                   | 10 novembre 2008 sur FOX  | Belgique : 21 février 2010 sur La Une France : 6 janvier 2011 sur NT1   | 211                | 5,19                 |
| Ne supportant plus d'être contré par sa mère dans ses relations avec Riley, John décide de partir avec elle au Mexique dans le village où il a passé son enfance. La quiétude qu'il espérait trouver sera de courte durée. En effet, Cromartie est parvenu à capturer Sarah Connor et prend cette dernière en otage pour attirer John et ainsi parvenir à le tuer. Par un concours de circonstances, Cameron, Derek et James Ellison arrivent également sur les lieux pour arrêter Cromartie et sauver John. |    |                                                                  |                                |                                     |                           |                                                                         |                    |                      |
| 18 | 9  | Trois Petits Points Complications                                | Steven DePaul                  | Ian Goldberg et John Wirth          | 17 novembre 2008 sur FOX  | Belgique : 28 février 2010 sur La Une France : 6 janvier 2011 sur NT1   | 209                | 5,31                 |
| Cromartie vaincu, le groupe a à peine le temps de se remettre de ses émotions que Sarah tombe malade et se met à faire des cauchemars des plus étranges. De leurs côtés, Derek et sa petite amie mettent la main sur un homme du nom de Charles Fisher, lequel aurait causé du tort à Derek dans le futur. Plus grave encore : alors qu'ils retournent sur les lieux où Cromartie a été enterré pour pouvoir le brûler, John et Cameron s'aperçoivent que son corps a disparu ! |    |                                                                  |                                |                                     |                           |                                                                         |                    |                      |
| 19 | 10 | La Puce à l'oreille Strange Things Happen at the One Two Point   | Scott Peters                   | Ashley Edward Miller et Zack Stentz | 24 novembre 2008 sur FOX  | Belgique : 7 mars 2010 sur La Une France : 13 janvier 2011 sur NT1      | 210                | 4,62                 |
| Tandis que Sarah se démène pour résoudre l'énigme des trois points, on apprend que Riley est de mèche avec la petite amie de Derek dans ses manigances pour « aider » John Connor. Du côté de Catherine Weaver et James Ellison, la question se pose sur le comportement de l'IA et de ses réactions aussi effrayantes qu'incompréhensibles. |    |                                                                  |                                |                                     |                           |                                                                         |                    |                      |
| 20 | 11 | Erreur temporelle Self Made Man                                  | Holly Dale                     | Toni Graphia                        | 1er décembre 2008 sur FOX | Belgique : 14 mars 2010 sur La Une France : 13 janvier 2011 sur NT1     | 212                | 5,83                 |
| Cameron étant un robot, elle ne dort jamais, alors que fait-elle la nuit ? Cet épisode révèle sa vie secrète. L'histoire est changée pour toujours lorsqu'un Terminator est envoyé au mauvais moment. |    |                                                                  |                                |                                     |                           |                                                                         |                    |                      |
| 21 | 12 | Souvenirs du futur Alpine Fields                                 | Charles Beeson et Bryan Spicer | John Enbom                          | 8 décembre 2008 sur FOX   | Belgique : 21 mars 2010 sur La Une France : 20 janvier 2011 sur NT1     | 207                | 5,21                 |
| Sarah et Cameron travaillent pour sauver une famille sur la liste avec une relation de Derek dans le futur. Pendant ce temps, la vie de Jesse est en balance. |    |                                                                  |                                |                                     |                           |                                                                         |                    |                      |
| 22 | 13 | Bienvenue aux terriens Earthlings Welcome Here                   | Felix Enriquez Alcalá          | Natalie Chaidez                     | 15 décembre 2008 sur FOX  | Belgique : 28 mars 2010 sur La Une France : 20 janvier 2011 sur NT1     | 213                | 5,29                 |
| L'obsession de Sarah pour les trois points s'intensifie quand elle piste un blogger qui a une connaissance approfondie du symbole, et elle finit par trouver quelque chose qu'elle n'aurait jamais prévu. Pendant ce temps, Riley se rapproche de John et fait face à Cameron. |    |                                                                  |                                |                                     |                           |                                                                         |                    |                      |
| 23 | 14 | État second The Good Wound                                       | Jeff Woolnough                 | Ashley Edward Miller et Zack Stentz | 13 février 2009 sur FOX   | Belgique : 4 avril 2010 sur La Une                                      | 214                | 3,52                 |
| Alors qu'elle est blessée, Sarah est guidée par l'image du père de John, Kyle Reese. Pendant ce temps, Weaver protège les résultats de John Henry qui ont eu des conséquences mortelles. |    |                                                                  |                                |                                     |                           |                                                                         |                    |                      |
| 24 | 15 | Nos chers disparus Desert Cantos                                 | J. Miller Tobin                | Ian Goldberg et John Wirth          | 20 février 2009 sur FOX   | Belgique : 18 avril 2010 sur La Une France : 27 janvier 2011 sur NT1    | 215                | 3,84                 |
| Le groupe se rend à l'enterrement des victimes de l'explosion, espérant apprendre ce qui se passait dans l'entrepôt. |    |                                                                  |                                |                                     |                           |                                                                         |                    |                      |
| 25 | 16 | L'Attrape-rêve Some Must Watch, While Some Must Sleep            | Scott Lautanen                 | Natalie Chaidez et Denise Thé       | 27 février 2009 sur FOX   | Belgique : 9 mai 2010 sur La Une France : 3 février 2011 sur NT1        | 216                | 3,42                 |
| Sarah est internée dans une clinique pour des problèmes d'insomnie. Très vite, elle y voit des choses étranges. |    |                                                                  |                                |                                     |                           |                                                                         |                    |                      |
| 26 | 17 | Incontrôlable Ourselves Alone                                    | Jeff Woolnough                 | Toni Graphia et Daniel T. Thomsen   | 6 mars 2009 sur FOX       | Belgique : 16 mai 2010 sur La Une France : 3 février 2011 sur NT1       | 217                | 2,96                 |
| L'étau se resserre autour de Riley : après avoir pris contact avec son père adoptif ainsi que sa conseillère d'éducation (qui n'est autre que Jesse), Sarah Connor n'a plus de doutes sur les secrets qui entourent la jeune fille, secrets qui ébranlent profondément son fils. Le plan élaboré par Jesse pour éloigner John de Cameron a échoué : en effet, Riley n'était rien d'autre qu'un pion qui devait périr de la main de Cameron pour pousser le futur chef de la Résistance à se séparer de cette dernière. Après quoi Riley se retourne contre Jesse, un retournement de situation dont l'issue sera dramatique... |    |                                                                  |                                |                                     |                           |                                                                         |                    |                      |
| 27 | 18 | Le doute s'installe Today is the Day, Part 1                     | Guy Norman Bee                 | Ashley Edward Miller et Zack Stentz | 13 mars 2009 sur FOX      | Belgique : 23 mai 2010 sur La Une France : 10 février 2011 sur NT1      | 218                | 3,5                  |
| Le corps de Riley est retrouvé. Les soupçons se portent aussitôt sur Cameron mais John lui accorde malgré tout le bénéfice du doute, au grand dam de sa mère. De leurs côtés, Jesse médite sur son passé et Ellison continue tant bien que mal à inculquer les notions de bien et de mal à l'IA. |    |                                                                  |                                |                                     |                           |                                                                         |                    |                      |
| 28 | 19 | La vérité fait surface Today is the Day, Part 2                  | Guy Norman Bee                 | Ashley Edward Miller et Zack Stentz | 20 mars 2009 sur FOX      | Belgique : 30 mai 2010 sur La Une France : 10 février 2011 sur NT1      | 221                | 3,65                 |
| On en apprend plus sur le passé de Jesse et ce qu'elle a vécu avant qu'elle ne remonte le temps, notamment qu'elle était enceinte à ce moment-là et ce pourquoi elle éprouve un mépris farouche pour Cameron. Contre toute attente, un face-à-face a lieu entre elle et John ; le temps est venu de mettre les choses au clair... |    |                                                                  |                                |                                     |                           |                                                                         |                    |                      |
| 29 | 20 | Au cœur du mal To the Lighthouse                                 | Guy Ferland                    | Natalie Chaidez                     | 27 mars 2009 sur FOX      | Belgique : 6 juin 2010 sur La Une France : 17 février 2011 sur NT1      | 219                | 3,83                 |
| John Henry subit un piratage faisant déraper son système ; après avoir été remis en état de marche, ce dernier explique que ce dysfonctionnement provient d'une IA encore plus performante, selon ses termes, un de ses « frères »... De leurs côtés, John et le reste de la famille déménagent à nouveau mais malheureusement pour eux, les ennuis continuent... |    |                                                                  |                                |                                     |                           |                                                                         |                    |                      |
| 30 | 21 | Une mort annoncée Adam Raised a Cain                             | Charles Beeson                 | Toni Graphia                        | 3 avril 2009 sur FOX      | Belgique : 1er août 2010 sur La Une France : 17 février 2011 sur NT1    | 220                | 3,35                 |
| Après avoir essuyé les attaques, le groupe apprend que Savannah est prise pour cible à son tour ; puis ils vont de découvertes en découvertes : le rôle de Zeira Corp, celui de James Ellison, la véritable identité de John Henry,... Tous ces éléments qui vont bouleverser le destin de bon nombre de personnes... Notamment la mort de Derek Reese, tué par un cyborg... |    |                                                                  |                                |                                     |                           |                                                                         |                    |                      |
| 31 | 22 | Course sans fin Born to Run                                      | Jeffrey Hunt                   | Josh Friedman                       | 10 avril 2009 sur FOX     | Belgique : 15 août 2010 sur La Une France : 24 février 2011 sur NT1     | 222                | 3,56                 |
| Weaver envoie à Cameron un message lui demandant de « les rejoindre ». Celle-ci déclare à John qu’elle n’en comprend pas la signification. Après une délibération, Cameron sort Sarah de prison et les Connor vont à la rencontre de Catherine Weaver. Tous sont attaqués par les agents de Skynet ; Weaver révèle son identité de machine et le fait que John Henry a été construit pour devenir l’arme parfaite contre Skynet. Cameron rend une visite à John Henry et lui donne sa puce ; laissant un message d’excuse à John Connor. John Henry disparaît alors dans le temps et Weaver et John le suivent tandis que Sarah et Ellison restent en arrière. Dans le futur, John est accueilli par Derek et Kyle Reese, ainsi que par Allison Young, l’humaine qui a servi de modèle à Cameron. Peu avant la fin de l’épisode, un écho du portail temporel permet d’entendre la voix de Sarah : « Moi aussi, je t'aime John ». |    |                                                                  |                                |                                     |                           |                                                                         |                    |                      |